# Greenfield (Iowa)
Greenfield ist eine Kleinstadt (mit dem Status „City“) und Verwaltungssitz des Adair County im US-amerikanischen Bundesstaat Iowa. Das U.S. Census Bureau hat bei der Volkszählung 2020 eine Einwohnerzahl von 2.062 ermittelt. Sie wurde am 21. Mai 2024 durch einen Tornado weitgehend zerstört.

## Geografie
Greenfield liegt im mittleren Südwesten Iowas, rund 130 km östlich des Missouri River, der die Grenze zu Nebraska bildet. Die Grenze zum südlich benachbarten Bundesstaat Missouri ist rund 90 km von Greenfield entfernt.
Die geografischen Koordinaten von Greenfield sind 41°18′19″ nördlicher Breite und 94°27′41″ westlicher Länge. Das Stadtgebiet erstreckt sich über eine Fläche von 4,69 km² und ist Bestandteil der Greenfield Township.
Nachbarorte von Greenfield sind Orient (15,6 km südsüdöstlich) und Fontanelle (9 km westsüdwestlich).
Die nächstgelegenen Großstädte sind Iowas Hauptstadt Des Moines (96 km ostnordöstlich), Kansas City in Missouri (287 km südlich) und Nebraskas größte Stadt Omaha (138 km westlich).

## Verkehr
Im Zentrum von Greenfield treffen die Iowa Highway 25 und 92 zusammen. Alle weiteren Straßen sind untergeordnete Landstraßen, teils unbefestigte Fahrwege sowie innerörtliche Verbindungsstraßen.
Mit dem Greenfield Municipal Airport befindet sich 3,8 km nördlich des Stadtzentrums ein kleiner Flugplatz. Der nächste Verkehrsflughafen ist der Des Moines International Airport (88,5 km ostnordöstlich).

## Geschichte
Die ersten weißen Siedler kamen 1854 in die Gegend der heutigen Stadt. 1856 erwarb Milton C. Munger umfangreichen Landbesitz zur systematischen Anlage der Siedlung.
In Greenfield wurde eine Poststation eingerichtet. Postkutschenlienien verbanden von hier Greenfield mit Des Moines und Council Bluffs.
Die erste Schule wurde 1861 errichtet, die erste Arztpraxis öffnete im Jahr 1864, die Anwaltskanzlei von T.W. Neville begann 1869 zu praktizieren. Weitere Geschäfte siedelten sich an, sodass es 1873 in Greenfield drei Gemischtwarenläden, eine Sattlerei, zwei Schmieden, eine Drogerie und ein Hotel gab.
Mit dem Greenfield Transcript erschien 1875 die erste in Greenfield herausgegebene und gedruckte Zeitung. Im gleichen Jahr wurde die erste Bank in der Stadt eröffnet.
Im Jahr 1879 wurde die Siedlung an das Eisenbahnnetz angeschlossen. Neben dem Passagierverkehr spielte vor allem die Beförderung von Fracht für die örtliche Wirtschaft eine große Rolle.
Nach einem langen Ringen mit der Nachbarstadt Fontanelle wurde 1875 der Verwaltungssitz nach Greenfield verlegt.
Im Jahr 1876 wurde die Siedlung als City of Greenfield inkorporiert und A.P. Littleton zum ersten Bürgermeister gewählt.
Ein Jahr später wurde die erste Kirche in Greenfield errichtet.
1883 brannten große Teile der Stadt nieder. Darauf folgte ein Neuaufbau der Stadt. Das heutige Adair County Courthouse, ein neuromanischer Ziegelbau, wurde 1891 errichtet.
1896 wurde ein Telefonnetz in der Stadt aufgebaut, eines der ersten in Iowa.
Am 21. Mai 2024 zog ein Tornado mitten durch den 2000-Seelen-Ort. Das Unwetter verursachte zahlreiche Verletzte und tötete mehrere Menschen. Der Sturm ließ eine ca. 200 Meter breite, völlig verwüstete Schneise im Ortskern zurück, in der alle Häuser dem Erdboden gleichgemacht waren. Auch mehrere 75 Meter hohe Windkraftanlagen vor dem Ort knickten um. Der Tornado hatte sich innerhalb einer Gewitterlinie gebildet, die von Westen her über den Bundesstaat Iowa hinweggezogen war.

## Bevölkerung
Nach der Volkszählung im Jahr 2010 lebten in Greenfield 1982 Menschen in 894 Haushalten. Die Bevölkerungsdichte betrug 422,6 Einwohner pro Quadratkilometer. In den 894 Haushalten lebten statistisch je 2,18 Personen.
Ethnisch betrachtet setzte sich die Bevölkerung zusammen aus 98,0 Prozent Weißen, 0,2 Prozent Afroamerikanern, 0,1 Prozent (eine Person) amerikanischen Ureinwohnern, 0,4 Prozent Asiaten sowie 0,8 Prozent aus anderen ethnischen Gruppen; 0,7 Prozent stammten von zwei oder mehr Ethnien ab. Unabhängig von der ethnischen Zugehörigkeit waren 2,2 Prozent der Bevölkerung spanischer oder lateinamerikanischer Abstammung.
22,4 Prozent der Bevölkerung waren unter 18 Jahre alt, 53,6 Prozent waren zwischen 18 und 64 und 24,0 Prozent waren 65 Jahre oder älter. 52,2 Prozent der Bevölkerung waren weiblich.
Das mittlere jährliche Einkommen eines Haushalts lag bei 42.452 USD. Das Pro-Kopf-Einkommen betrug 24.175 USD. 11,3 Prozent der Einwohner lebten unterhalb der Armutsgrenze.

## Bekannte Bewohner
- Alva L. Hager (1850–1923) – republikanischer Abgeordneter des US-Repräsentantenhauses (1893–1899) – praktizierte als Anwalt in Greenfield